# Nembrotha aurea
 (janvier 2023).
- Si vous ne connaissez pas le sujet, laissez ce bandeau (vous pouvez alors contacter les auteurs).
- Si vous supprimez le contenu mis en cause (vous pouvez préalablement contacter les auteurs),

argumentez précisément cette suppression dans la page de discussion
(un manque de référence n'est pas un argument ; une recherche réelle de référence doit avoir été effectuée, être formellement documentée).
Espèce
Nembrotha aurea est une espèce de nudibranches de la  famille des Polyceridae.

## Répartition et habitat
Cette espèce se rencontre au large des côtes de l'Afrique du Sud, de la Tanzanie, du Mozambique et des Comores. Son habitat correspond à la zone récifale externes jusqu'à 50 m de profondeur[réf. nécessaire].

## Description
Cette espèce peut mesurer jusqu'à 55 mm. Son corps est allongé et étroit.
Le manteau, sans jupe, a une couleur de fond allant de blanc à crème. Des lignes brunes longitudinales, dont la largeur et le nombre sont variables parcourent le manteau. Il peut exister aussi de larges taches jaunes et orange se superposant sur la face dorsale entre les rhinophores et le bouquet branchial ainsi que sur la partie antérieure. La partie médiane de la face dorsale est blanche et couverte de ceratas recourbées dans les tons orange à brun-orangé avec en son centre des ceratas plus grands et blancs. Chez certains individus, il y a aussi des taches bleues à violettes au niveau de la cavité buccale, de la base des rhinophores et du bouquet branchial ainsi qu'à l'extrémité du pied.
Les rhinophores et le bouquet branchial sont orange vif.

## Éthologie
Ce Nembrotha est benthique et diurne.

## Alimentation
Nembrotha aurea se nourrit principalement d'ascidies.

## Systématique
Le nom valide complet (avec auteur) de ce taxon est Nembrotha aurea Pola (d), Cervera (d) & Gosliner (d), 2008,.

### Étymologie
Son épithète spécifique, du latin aurea, « doré », fait référence « à la belle couleur dorée qui orne le dos de cette espèce ».

### Publication originale
- (en + es) Marta Pola, J. Lucas Cervera et Terrence M. Gosliner, « Revision of the Indo-Pacific genus Nembrotha (Nudibranchia: Dorididae: Polyceridae), with a description of two new species », Scientia Marina, CSIC, vol. 72, no 1,‎ mars 2008, p. 145-183 (ISSN 0214-8358 et 1886-8134, OCLC 956031001, lire en ligne).